# EXPOスクランブル
『EXPOスクランブル』（エキスポスクランブル）は、1985年3月18日から7月19日まで東京放送（現：TBSテレビ）で放送されていた国際科学技術博覧会（科学万博）関連の情報バラエティ番組である。その後も同年7月22日から9月16日まで『わくわく生ネットワーク・EXPOスクランブル』（わくわくなまネットワーク - ）と題して放送されていた。

## 概要
カナダ政府が茨城県筑波郡谷田部町（現：つくば市）の万博会場Gブロックに開設した「カナダ館」にサテライトスタジオを設けての生放送を行っていた。番組は万博関連の情報を伝えていたほか、バラエティ企画も実施していた。ゲストには毎回タレントやアイドル歌手たちを招いていた。
1985年7月19日までは毎週月曜 - 金曜 17:30 - 18:00（日本標準時）にTBSと北陸放送のみで放送されていたが、同年7月22日からは12:00 - 12:40に放送の全国ネット番組（JNN25局ネット）になり、同時にタイトルも変更された。この移動により、TBSの平日17時台は再び再放送枠になり、2005年4月に『イブニング・ファイブ』がスタートするまで本放送のレギュラー番組は編成されなかった。

## 主な出演者

### 総合司会・アシスタント
- 生島ヒロシ（当時TBSアナウンサー） - 総合司会。
- 松宮一彦（同上） - 同上。
- 浅香唯 - アシスタント。

### 日替わりレギュラーMC
- 月曜：とんねるず
- 火曜：田代まさし・桑野信義（ラッツ&スター）
- 水曜：柳沢慎吾
- 木曜：吉村明宏・藤沢かずよし
- 金曜：山田邦子

### その他の主な出演者
- 浦口直樹（当時TBSアナウンサー）
- RUSH

## スタッフ
- 制作：石井浩
- プロデューサー：西内綱一、長田透
- ディレクター：堤幸彦、大島敏明、関和真史、今村悦朗
- ＡＤ：鈴木浩二
- 音声：タムコ
- 照明：サンライズアート
- 技術：東洋ビデオ
- 制作協力：時空工房、AV企画
- 製作・著作：TBS
- テーマソング：OPA

| TBS 月曜 - 木曜 17:30 - 18:00枠                       | TBS 月曜 - 木曜 17:30 - 18:00枠                          | TBS 月曜 - 木曜 17:30 - 18:00枠                           |
| 前番組                                                | 番組名                                                   | 次番組                                                    |
| ----------------------------------------------------- | -------------------------------------------------------- | --------------------------------------------------------- |
| 再放送枠 ※17:00 - 18:00、平日16:30 - 17:30枠へ移動    | EXPOスクランブル （1985年3月18日 - 7月18日）             | 再放送枠 ※17:00 - 18:00、平日16:30 - 17:30枠から移動      |
| TBS 金曜 17:30 - 18:00枠                              |                                                          |                                                           |
| 再放送枠 ※17:30 - 17:45今晩はTBS増刊号 ※17:45 - 18:00 | EXPOスクランブル （1985年3月22日 - 7月19日） ※金曜放送分 | ウルトラマンタロウ（再放送） ※金曜16:30 - 17:00枠から移動 |

| TBS系列 平日 12:00 - 12:40枠 | TBS系列 平日 12:00 - 12:40枠                                         | TBS系列 平日 12:00 - 12:40枠         |
| 前番組                       | 番組名                                                               | 次番組                               |
| ---------------------------- | -------------------------------------------------------------------- | ------------------------------------ |
| 社長かヒラか!ハイ&ロー       | わくわく生ネットワーク・EXPOスクランブル （1985年7月22日 - 9月16日） | コント山口君と竹田君のおじゃまします |